# Collective Invention
Pour plus de détails, voir Fiche technique et Distribution.
Collective Invention (돌연변이, Dolyeon byeon - littéralement « mutant ») est un film sud-coréen réalisé par Kwon Oh-kwang, sorti en 2015.

## Synopsis
À la suite d'une expérience médicale, Park Goo se transforme en homme-poisson.

## Fiche technique
- Titre : Collective Invention
- Titre original : 돌연변이, Dolyeon byeon
- Réalisation : Kwon Oh-kwang
- Scénario : Kwon Oh-kwang
- Montage : Kim Hye-kyeong et Kim Woo-il
- Société de production : WooSan Film
- Société de distribution : CJ Entertainment
- Pays :  Corée du Sud
- Genre : Comédie et science-fiction
- Durée : 92 minutes
- Dates de sortie : 
  - Corée du Sud : 22 octobre 2015

## Distribution
- Lee Kwang-soo : Park Goo
- Lee Cheon-hee : Sang-won
- Park Bo-young : Joo-jin
- Kang Bong-sung : Woo Moon-gi

## Box-office
Le film a rapporté 1,6 million de dollars au box-office.